# Lista de séries de televisão sobre viagem no tempo
Esta é uma lista de séries de televisão sobre viagem no tempo:
| Série                             | Episódios | Descrição | Ref   |
| --------------------------------- | --- | --- | ----- |
| Doctor Who                        | | A série mostra as aventuras do Doutor, um Senhor do Tempo alienígena do planeta Gallifrey, que explora o universo em sua máquina do tempo, uma sensível nave espacial conhecida como TARDIS (time and relative dimension in space), cuja aparência exterior se assemelha a uma cabine de polícia londrina de 1963. |       |
| The Time Tunnel                   | | |       |
| The Flash (série de TV de 2014)   | Season 1 - "Pilot" (flashback) - "The Nuclear Man" (indirectly mentioned) - "Fallout" (mentioned) - "Out of Time" - "Rogue Time" - "Tricksters" (flashback) - "Who is Harrison Wells?" - "The Trap" (vison) - "Fast Enough" Season 2 - "Legends of Today" (mentioned) - "The Reverse-Flash Returns" - "Flash Back" - "Versus Zoom" (mentioned) - "The Race of His Life" Season 3 - "Flashpoint" - "Paradox" - "Invasion!" - "The Present" - "Duet" (mentioned) - "Abra Kadabra" - "The Once and Future Flash" - "Cause and Effect" (mentioned) - "Infantino Street" Season 4 - "Luck Be a Lady" (mentioned) - "Girls Night Out" (mentioned) - "Enter Flashtime" (mentioned) - "We Are The Flash" Season 5 - "Nora" (mentioned) - "The Death of Vibe" (mentioned) - "What's Past is Prologue" - "Elseworlds, Part 1" (mentioned) - "The Flash & The Furious" - "Seeing Red" (mentioned) - "Goldfaced" - "Cause and XS" - "King Shark vs. Gorilla Grodd" (mentioned) - "Failure is an Orphan" - "Time Bomb" - "Godspeed" - "Snow Pack" - "Gone Rogue" (mentioned) - "The Girl With The Red Lightning" (mentioned) - "Legacy" Season 6 - "A Flash of the Lightning" - "The Last Temptation of Barry Allen, Pt. 2" (mentioned) - "The Exorcism of Nash Wells" (mentioned) | |       |
| Legends of Tomorrow               | Todos | Após ter visto o futuro, o viajante do tempo Rip Hunter recebe a missão de montar um grupo eclético de heróis e vilões para confrontar uma ameaça invencível - uma que não somente põe em risco o planeta, mas também o tempo. |       |
| Jornada nas Estrelas              | "A Hora Nua" | A USS Enterprise (NCC-1701) escapa da explosão de uma supernova, depois de a tripulação sofrer um estranho acesso de loucura e sensação de bebedeira que o Doutor Leonard McCoy (DeForest Kelley) descobre o antídoto para este acesso. | [ 1 ] |
| Jornada nas Estrelas              | "O Amanhã é Ontem" | Acidentalmente a USS Enterprise (NCC-1701) volta para o Século XX e o Capitão James T. Kirk e Spock ficam presos numa base americana e tentam corrigir um resgate de um oficial da Força Aérea dos Estados Unidos resgatado pela USS Enterprise (NCC-1701). | [ 1 ] |
| Doraemon                          | | Doraemon é um gato robô enviado do futuro para melhorar a vida do garoto Nobita pois sua falta de estudos o fez causar problemas de bolso infinitos à sua família no futuro, e assim Sewashi Nobi, um rapaz do século XXII, decide mandar seu melhor amigo doraemon para ajustar a falta de dinheiro(mesmo que sewashi queria mandar um mega robô para defender nobita) formando assim uma nova linha do tempo. 1º Nobita tira zeros e se casa com Jaiko, desempregado causando problemas de bolso intermináveis a sua família. 2º Doraemon volta 200 anos e endireita tudo, com Nobita tendo emprego e estando casado com Shizuka. |       |
| Voyagers! - Os Viajantes do Tempo | | |       |
| Dragon Ball Z                     | | Linhas do tempo: 1º Goku morre do coração e Mirai Trunks volta ao passado. 2º - Trunks retorna e vence os androides - Cell mata Trunks e volta no tempo criando a 3ª linha. 3º Goku sobrevive - Cell chega do futuro e se funde a 17 e 18 - Goku morre no combate e Gohan destrói Cell - Trunks retorna em direção a 4º linha do tempo. 4º Goku morre do coração - 17 e 18 devastam tudo - Trunks vence os androides - Trunks destrói Cell. | [ 2 ] |
| Star Trek: The Next Generation    | O Elo Perdido | Uma anomalia espacial faz com que a USS Enterprise (NCC-1701-D) se encontre com a USS Enterprise (NCC-1701-C) | [ 3 ] |
| Star Trek: The Next Generation    | A Flecha do Tempo | A USS Enterprise (NCC-1701-D) tem de resolver um mistério que começa quando a cabeça do Comandante Data (Star Trek) é encontrada e remete ao Século XIX e quase toda a tripulação sênior da USS Enterprise (NCC-1701-D) atrás de uma raça alienígena disfarçada. | [ 3 ] |
| Star Trek: The Next Generation    | As Boas Coisas | O Capitão Jean-Luc Picard com a ajuda de Q (Star Trek) viajam entre o passado, o presente e o futuro. | [ 3 ] |
| Journeyman                        | | |       |
| Quantum Leap                      | | |       |
| Star Trek: Deep Space Nine        | 57 e 58 "Past Tense" e 104 "Trials and Tribble-ations" | Um acidente do transporte envia Sisko, Bashir e Dax para três séculos no passado; Sisko e a tripulação voltam no tempo para salvar o Capitão Kirk de uma bomba disfarçada como um pingo. | [ 4 ] |
| Star Trek: Voyager                | 4 "Time and Again" | a Capitã Kathryn Janeway (Kate Mulgrew) e Tom Paris (Robert Duncan McNeill) ao investigar uma enorme explosão que destruiu toda a vida de um planeta, Janeway e Paris viajam um dia para o passado, onde eles devem impedir a explosão. |       |
| Star Trek: Voyager                | 44 " Flashback" | a Capitã Kathryn Janeway (Kate Mulgrew) e Tuvok (Tim Russ) num elo mental volta à USS Excelsior comandada por Hikaru Sulu (George Takei) que foi navegador da USS Enterprise (NCC-1701) e USS Enterprise (NCC-1701-A). | [ 5 ] |
| Star Trek: Voyager                | 50 e 51 "Future's End"; 100 "Timeless"; e 171 e 172 "Endgame". | Depois de encontrar uma nave do tempo da Federação vinda futuro, a Voyager é levada de volta ao século XX da Terra. Anos depois do retorno da Voyager ao Quadrante Alfa, a Almirante Kathryn Janeway decide alterar o passado para poder ajudar sua tripulação a chegar em casa mais cedo. | [ 5 ] |
| The Langoliers                    | | |       |
| Once Upon A Time                  | Season 3 Finale | Emma e Gancho vão parar no passado. |       |
| Continuum                         | Todos | A série se centra sobre o conflito entre uma policial e um grupo de rebeldes a partir do ano de 2077 e voltam no tempo até o ano de 2012, em Vancouver - CA. | [ 6 ] |